# Tadaxa bijungens
Tadaxa bijungens là một loài bướm đêm trong họ Noctuidae.